# Guetaïet el Baharia

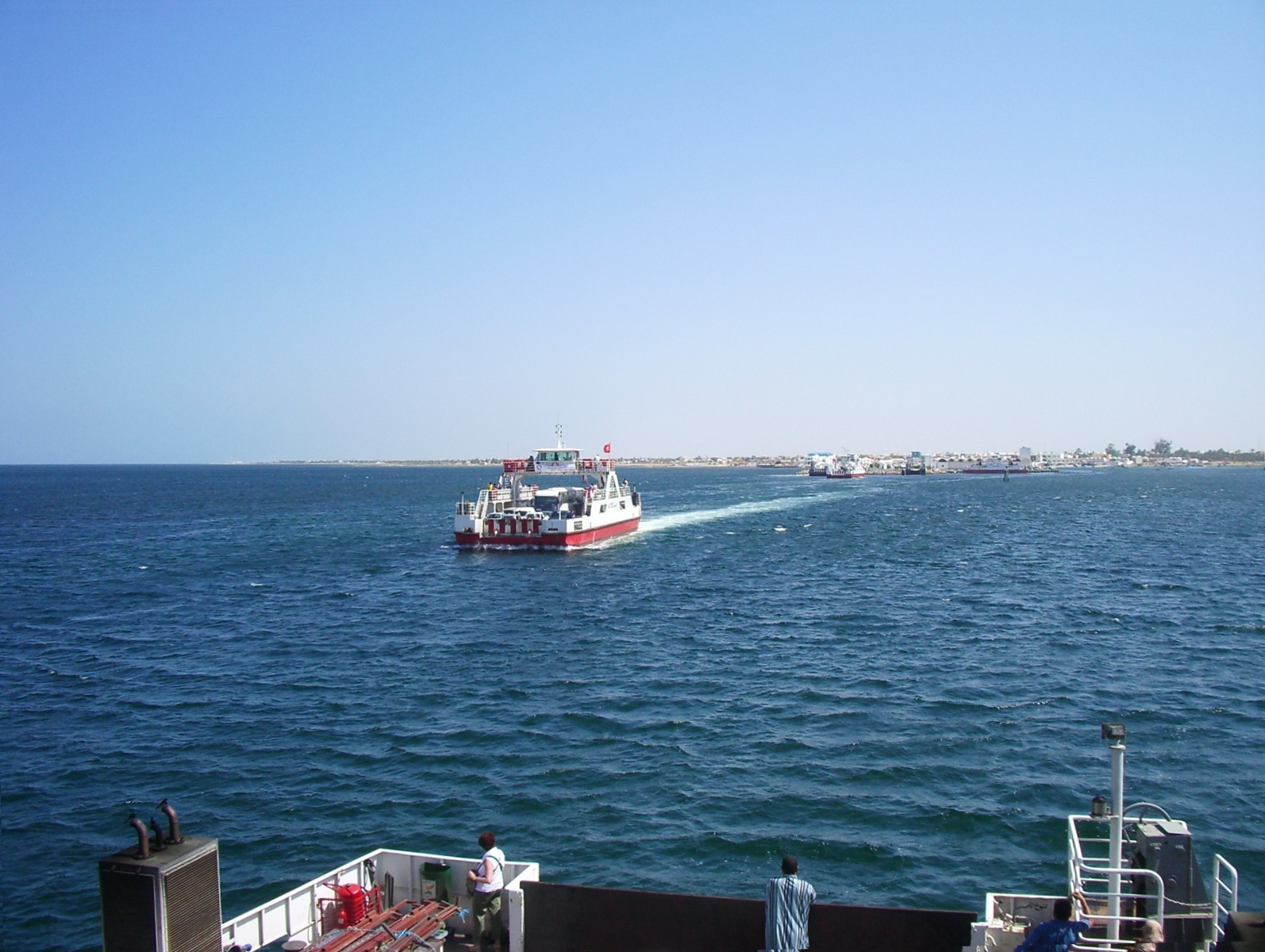
Illa Guetaïet el Baharia i port d'Ajim a Gerba

Guetaïet el Baharia és una petita illa de la costa sud-oest de Gerba, entre el cap de Ras el Jorf i el port d'Ajim. Tanca per l'oest l'estret d'El Jorf que separa el continent de l'illa de Gerba, deixant dos pasos al nord i sud. Se situa al golf de Gabes.